# Слова і справи (Доктор Хаус)
«Слова і справи» (англ. Words and Deeds)  — одинадцята серія третього сезону американського телесеріалу «Доктор Хаус». Прем'єра епізоду проходила на каналі FOX 9 січня 2007. Доктор Хаус і його команда мають врятувати пожежника, а Кадді свого найкращого лікаря і друга.

## Сюжет
Під час рятувальної операції пожежник Дерек стає дезорієнтований. Коли його напарниця питає, що з ним, то той каже, що йому дуже холодно (хоча біля них палає будинок). Чейз вважає, що це може бути інфекція, яка потрапила до організму через пересадку шкіри (рік тому Дерек отримав 54 % опіків тіла). Хаусу не до пацієнта, бо скоро мають розглядати його справу у суді, тому він швидко погоджується з версією Чейза і дає розпорядження зробити декілька аналізів, щоб знайти золотистий стафілокок. Під час одного з аналізів Дерек каже Кемерон, що бачить все синім. Хаус думає, що у пацієнта чоловіча менопауза. Проте коли Кемерон вводила йому ліки у Дерека почався напад агресії і він почав душити Кемерон. Форман і медсестри ввели йому заспокійливе. Тим часом Хаус відвідав Тріттера і попросив у нього вибачення, проте той нейтрально поставився до його слів.
Форман вважає, що пацієнта потрібно перевірити на пухлину і менінгіт, але результати виявляються негативними. Невдовзі Хаус записується на курс лікування від наркозалежності, а команда продовжує шукати голку в сіні. Чейза здивувало те, що аналіз на токсини негативний. Дерек переніс пересадку шкіри і після неї йому повинно було бути дуже боляче, він мав би приймати якість знеболювальні. Незабаром у пацієнта трапляється серцевий напад. З аналізів і тестів Форман дізнається, що Дерек вже переносив декілька серцевих нападів, які, можливо, пошкодили його мозок. Команда йде до Хауса за порадою. Він питає в них, що об'єднувало всі три напади. Проте ніщо окрім Емі (напарниці) не було пов'язане з серцевими нападами. Команда вирішила перевірити це і запросила Емі до палати Дерека. Через хвилину у нього трапився новий серцевий напад. Кемерон перевіряє Емі на паразити, грибки, залишки отруйних рослин, але нічого не знаходить.
Кемерон вважає, що Дерек закоханий у Емі. Вона питає у нього чи той сказав їй про свої почуття, але хлопець розповів, що Емі заручена з його братом і має 6-річну дочку. Виходячи з цього Кемерон ставить діагноз Дереку: синдром розбитого серця. Єдиний вихід це вилучити з його мозку спогади про Емі. Після процедури з електрошоком Дерек забуває своє минуле. Наступного дня під час суду Хаусу телефонує команда і повідомляє, що Емі не має дітей і навіть не зустрічається з братом Дерека. Він покидає судову залу і тим самим виказує неповагу до суду. За наказом Хауса команда робить селективну ангіограму артерій хребта. На знімку Хаус помічає, що артерії які йдуть до мозку звужуються. Через неефективну роботу мозок виробляє не правдиві спогади. Дереку замовляють операційну, а Хаус повертається до суду.
У суді адвокат спитав у Кадді чи Хаус дійсно вкрав ліки у мертвого пацієнта. І щоб врятувати Хауса від в'язниці Кадді збрехала й сказала, що знала, що Хаус знову намагатиметься вкрасти ліки і тому замінила пігулки мертвого чоловіка в пляшечці на плацебо. Суд вирішив не передавати справу до суду присяжних, але через зневагу до суду Хаус все ж має провести ніч у в'язниці. На прощання Тріттер сказав Хаусу: "Нехай щастить. Маю надію я помилявся щодо тебе". Після успішної операції Кемерон повідомляє Дерека, що у нього була менінгіома. Тим часом Кадді і Вілсон навідуються до Хауса. Кадді попередила його, що тепер він буде робити все, що вона захоче. А Вілсон дізнався, що насправді у реабілітаційному центрі Хаусу давали вікодин.